# Christoph Derschau
Christoph Derschau (eigentlich Christoph Hubertus Bernhard von Derschau; * 13. Februar 1938 in Potsdam; † 7. November 1995 in Hamburg) war ein deutscher Lyriker. 

## Leben
Christoph Derschau war das älteste Kind von Christoph-Friedrich Adolf von Derschau (1908–1943) und dessen Ehefrau Sieghild-Huberta Gräser (1917–2000). Er arbeitete von 1964 bis 1967 als Leiter der „Galerie im Centre“ in Göttingen, wo er Ausstellungen, Happenings und Lesungen veranstaltete. Nach Abbruch eines Studiums der Volkswirtschaftslehre und Publizistik arbeitete er von 1967 bis 1969 als Dramaturg für Hör- und Fernsehspiele beim Saarländischen Rundfunk und dann bis 1972 in der Fernsehspielabteilung des Norddeutschen Rundfunks. Danach war er einige Jahre freier Schriftsteller, Journalist und Übersetzer. Ab 1976 arbeitete er als Bilddokumentar bei der Hamburger Illustrierten Stern.
Anfang der 1960er Jahre hatte Derschau mit dem Schreiben lyrischer Texte begonnen, zunächst inspiriert durch die Lyrik von Jacques Prévert und dann vor allem durch die spät-dadaistischen französischen „Pataphysiker“ in der Nachfolge von Alfred Jarry. In dieser Zeit beschäftigt er sich auch mit Theater-Experimenten, wobei der im Rahmen der experimenta 4 1971 in Frankfurt uraufgeführten Improvisation So ein Theater! ein gewisser Erfolg beschieden war. Nach 1968 kurzzeitig mit epigrammähnlichen Formen der Agitprop-Lyrik experimentierend, wandte er sich zu Beginn der 1970er Jahre einer auf Authentizität zielenden Innerlichkeit zu, die für die damals als Neue Subjektivität bezeichnete Richtung kennzeichnend ist.
Zum literarischen Durchbruch verhalf Derschau Benno Käsmayr, in dessen MaroVerlag der Gedichtband Den Kopf voll Suff und Kino mit dem programmatischen Untertitel Gedichte von Liebe, Tod und dem täglichen Kleinkram erschien. Dieser erreichte mit der Zeit eine Gesamtauflage von über 3.000 Exemplaren, was für Lyrikbände eine große Zahl ist. 
Derschau verfasste eine Alltagslyrik, die biographische Momente, subjektive Stimmungen und Affekte möglichst ungefiltert umsetzt.
Und ein paar Tage später

überdenke ich das Geschriebene

diese holzige Sprache

und bin eigentlich froh darüber

nicht einer von denen zu sein

die es nötig haben mit einem Kunstanspruch

auf der Nase herumzurennen.
Derschaus Haltung wurde kritisiert von Helmut Heißenbüttel und von Harald Hartung. Andere wie Peter Hamm attestierten dem „anarchischen Derschau, der sich am selbstverständlichsten in der subkulturellen Szene bewegt“, eine „überzeugende Einfachheit, die an amerikanische Vorbilder erinnert“. Charles Bukowski, der erfolgreichste Autor des MaroVerlags, wurde von Derschau bewundert, als Vorbild betrachtet und immer wieder zitiert. Weitere Fixpunkte in Derschaus Lyrik waren Ezra Pound (die Grüne Rose von 1981 kreist um ein Gedicht Pounds), Djuna Barnes (Monolog in der Küche von 1982 ist ihr gewidmet) und Arthur Rimbaud als Prototyp des Poète maudit, sowie Alfred Jarry.
Derschau war seit 1976 verheiratet mit Renate von Derschau (geb. Lindemann). 
Ab 1985 begann er damit, Marathonläufe mit poetischen Intermezzi als literarische Events zu inszenieren, was in Anbetracht einer seit der Kindheit durch Lungenerkrankungen belasteten Gesundheit nicht ohne Risiko war. In seinen letzten Lebensjahren beschäftigte sich Derschau mit Opernmusik und arbeitete an einem Libretto über den tibetischen Mystiker, Tantra-Meister und Dichter Milarepa. Im Herbst 1995 starb er an den Folgen einer Virusinfektion.

## Würdigungen
- 1972 Förderpreis der Freien und Hansestadt Hamburg

## Werke
- Bei den Schakalen oder von der Schönheit des Chaos. Prosa. Paria-Verlag, Frankfurt am Main 1989.
- So hin und wieder die eigene Haut ritzen. Mit einer Interpretation von Günter Kunert. Ausgewählte Gedichte. Fischer-Taschenbuch-Verlag, Frankfurt am Main 1986, ISBN 3-596-25020-X. Erweiterte Neuausgabe mit Gedichten aus dem Nachlass, hg.  von Martin Dieckmann, mit Beträgen von Michael Krüger, Elfriede Jelinek, Sarah Kirsch u. a., Maro Verlag Augsburg 1999.
- Monolog in der Küche. Gedichte. Lichtspuren, Bern 1982.
- Grüne Rose. Gedichte. Verlag Das Wunderhorn, Heidelberg 1981.
- Derschau live in Wuppertal. S-Press-Tonbandverlag, Wuppertal 1980.
- Die guten Wolken. Modern & Polaroid Haikus. Renner, Erlangen 1980, ISBN 3-921499-45-3.
- Die Ufer der salzlosen Karibik. Breitwandgedichte über Städte, Stars und starke Frauen. Gedichte. Pohl und Mayer, Kaufbeuren 1977.
- So ein Theater. Theater & Hörspiele, Features. Betzel, Wiesbaden 1977.
- Den Kopf voll Suff und Kino.  Gedichte von Liebe, Tod und dem täglichen Kleinkram. Maro-Verlag, Gersthofen 1976.

als Herausgeber:
- Internationaler Poesie-Kalender 1983. Nachtmaschine, Basel 1983.

Theater:
- So ein Theater! Improvisation. Uraufführung: Städtische Bühnen Frankfurt, Kammerspiele, 3. Juni 1971. Regie: Gruppe Hamburg (Kollektiv).
- BRATATATA-WHAAM! oder Weiß raus, Mao rein!. Uraufführung: Mitspielseminar von Claus Bremer, Innsbruck, 1969.

Rundfunk:
- Theaterhörspiel. Westdeutscher Rundfunk, 22. Juni 1972.
- Was wäre Goethe gewesen ohne meinen Onkel?. Funkfeature. Radio Bremen, 1977.